# Кюндя
Кюндя (ест. Kündja) — село в Естонії, входить до складу волості Вастселійна, повіту Вирумаа.